# 8151 Andranada
8151 Andranada eller 1986 PK6 är en asteroid i huvudbältet som upptäcktes den 12 augusti 1986 av den sovjetisk-ryska astronomen Ljudmila Zjuravljova vid Krims astrofysiska observatorium på Krim. Den är uppkallad efter Andrej Sjachov.
Asteroiden har en diameter på ungefär fem kilometer.